# Bayreuther Kreis

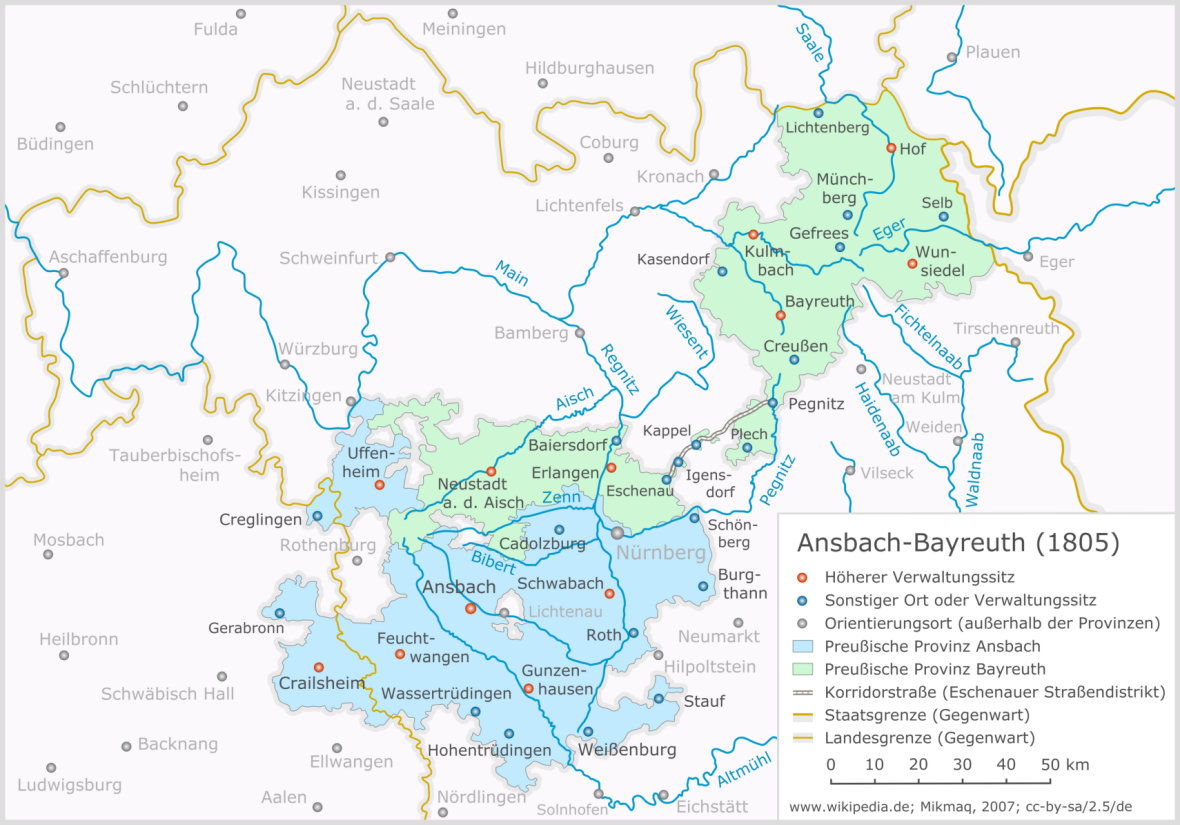
Das Fürstentum Bayreuth (grün) nach territorialer Neuorganisation Ansbach-Bayreuths im Jahr 1805

Der Bayreuther Kreis war unter preußischer Verwaltung einer von sechs Landkreisen im Fürstentum Bayreuth mit Sitz in Bayreuth.

## Geschichte
Der Bayreuther Kreis existierte ab 1797, als in der preußischen Ära die Verwaltung neu organisiert wurde. Weitere Kreise im Fürstentum Bayreuth waren Kulmbach, Hof a. d. Saale, Wunsiedel, Erlangen und Neustadt a. d. Aisch. Er bestand bis zur Einnahme des Fürstentums durch Frankreich (→ Pays réservé) im Jahr 1806.
Der Kreis wurde aus Teilen der Amtshauptmannschaft Bayreuth und des Oberamtes Creußen gebildet. Die Kreisbehörde hatte die Bezeichnung Kreisdirektorium. Justiz und Verwaltung wurden getrennt. An Unterbehörden gab es die Justizämter Bayreuth, Neustadt am Kulm, Pegnitz zu Schnabelwaid und Streitberg und die Kammerämter Bayreuth, Neustadt am Kulm, Pegnitz und Streitberg, die Magistrate Creußen, Neustadt am Kulm und Weidenberg. Am 2. November 1806 trat die französische Militärregierung im Fürstentum Bayreuth an die Stelle des besiegten Preußen. Mit dem 1810 geschlossenen Pariser Vertrag gelangte das Fürstentum Bayreuth – und damit auch der Bayreuther Kreis – an das Königreich Bayern. Die preußischen Verwaltungsstrukturen wurden aufgehoben. An ihre Stelle traten die neu geschaffenen Landgerichte Bayreuth, Forchheim, Lauf, Pegnitz und Schnaittach, die sowohl für die Verwaltung als auch Justiz zuständig waren.

## Orte des Bayreuther Kreises

### Justiz- und Kammeramt Bayreuth
Der Bezirk des Justiz- und Kammeramtes Bayreuth umfasste die ehemaligen Ämter Bayreuth (zum größten Teil), Emtmannsberg, Heinersreuth, Schreez mit Glashütten und St. Johannis. 1801 waren 250 Orte inbegriffen:
- Aichen
- Aichhammer
- Aichig
- Allersdorf
- Altdrossenfeld
- Altenplos
- Altewirthshaus
- Altenstödt
- Altmühle
- Äußerer Graben
- Äußere Leiten
- Bärnreuth (Hummeltal)
- Bauhof
- Beckmühle
- Benck
- Bindloch
- Birken
- Boden
- Bodenmühle
- Bocksruk
- Brauersberg
- Bruckmühle bei Neunkirchen
- Brüderes
- Buchhof
- Buschmühle
- Büttelshof
- Denzenloh
- Deps
- Destuben
- Döberschüz
- Dölau
- Dörflas
- Draisenfeld
- Dresendorf
- Dürrwiesen
- Eben
- Eckersdorf
- Eckershof
- Eiben
- Eichenreuth
- Eilersdorf
- Einzighof
- Emtmannsberg
- Engelmeß
- Eremitage
- Eremitenhof
- Eschen
- Eschenmühle
- Fallhof
- Fasanengarten
- Fenkensees
- Finckenmühle
- Flurhof
- Fockenhof
- Forkendorf
- Forthof
- Frankengut
- Fräuleinsteich
- Freileithen
- Fürsez
- Geiersnest
- Geigenreuth
- Geislareuth
- Gemein
- Gesees
- Giebizmoos
- Glashütten
- Glozdorf
- Gollenbach
- Görau
- Görizen
- Gosen
- Göttelhof
- Gottsfeld
- Gräfenthal
- Gries
- Grünenmühle
- Grüngarten
- Haag
- Hagenohe
- Hannenhof
- Hardt
- Hardt
- Harloh
- Hartmannsreuth
- Haselhof
- Haselstein
- Hauendorf
- Hauenreuth
- Hauenleithen
- Haus am Roth
- Hehrhof
- Heinersberg
- Heinersreuth
- Heisenstein (Eckersdorf)
- Hilpertsgraben
- Hinteresorg
- Hinterkleebach
- Hirschgründlein
- Höflas
- Hohenfichten
- Hohenreuth
- Höllmühle
- Hörlasreuth
- Huhl
- Hundshof
- Hundsmühle
- Jöslein
- Johannis, St.
- Katzeneichen
- Kirchenlaibach
- Kleinweiglareuth
- Klingenmühle, die mittlere, obere und untere
- Kolmdorf
- Kottenbach
- Kreez
- Kreumühl
- Kreuzstein
- Krugshof
- Kulmberg
- Kulmhof, der obere
- Kulmhof, der untere
- Lahm
- Lehen bei Bindloch
- Lehen bei Neunkirchen
- Leimbuch
- Leineck
- Leismühle
- Lenkendorf
- Lenkenreuth
- Lenz
- Lessau
- Lichtenthann
- Loh
- Meiernberg
- Meiernreuth
- Melkendorf bei Busbach
- Mengersdorf
- Meuschliz
- Mistelbach
- Mistelgau
- Morizhöfen
- Morizreuth
- Möshügel
- Muckenreuth
- Muthmannsreuth
- Nairiz
- Nees
- Neuenkirchen
- Neuenmühle
- Neuenplos
- Neuwirthshaus
- Neustädtlein am Forst
- Neuwelt
- Oberkonersreuth
- Oberneuben
- Obernschrez
- Obernsees
- Obernwaiz
- Oberobsang
- Oberpreuschwiz
- Ochsenholz
- Oschenberg
- Pettendorf mit Mühle
- Penzenleithen
- Pezelmühle
- Pfaffenfleck
- Pfirch
- Pittersdorf
- Plantagenhaus
- Pleofen mit Mühle
- Plösen
- Poppenmühle
- Potaschhütten
- Pühl
- Pusbach
- Puzenstein
- Ramsenthal
- Rigau
- Rodersberg
- Rödersdorf
- Rörig
- Röth
- Rosengarten
- Ruperti Capelle
- Saas bei Bayreuth
- Saas bei Steinach
- Sahrmühle
- Schamelsreuth
- Schanz
- Schlehenberg
- Schleifmühle
- Schnackenwöhr
- Schnörlesmühl
- Schobersreuth
- Schrenkersberg
- Seidenbach
- Seubottenreuth
- Seulbiz
- Simmelbuch
- Sommerleiten
- Sonnleithen
- Sorg bei Boden
- Sorg bei Jöslein
- Sorg bei Neukirchen
- Spänfleck
- Steinach
- Steinmühle
- Stockau
- Stockhaus
- Streit
- Süsentweer
- Tannenbach
- Tauberhof
- Tennich
- Teta
- Teufelsgraben
- Thalmühle
- Thalmühle bei Donndorf
- Thiergarten
- Tröbersdorf
- Troschenreuth bei Emtmannsberg
- Truppach
- Unterkonnersreuth
- Unterneuben
- Unternschreez
- Unterwaiz
- Unterobsang
- Unterpreuschwiz
- Uzdorf
- Voitsreuth
- Vordersorg
- Vorlahm
- Wallenbrunn
- Wasserkraut
- Weiglathal
- Weikenreuth
- Weissenreuth
- Wendelhöf
- Wiedent
- Wiesen
- Windhof
- Windischenleibach
- Wonsgehaig
- Würnsreuth
- Wurnau
- Zeckmühle
- Zettliz
- Zeulenreuth
- Zinkenfluhr

### Justiz- und Kammeramt Neustadt am Kulm
Der Bezirk des Justiz- und Kammeramtes Neustadt am Kulm umfasste das ehemalige Oberamt Neustadt am Kulm und das Kastenamt Weidenberg. 1801 waren insgesamt 35 Orte inbegriffen:
- Altenreuth
- Auernberg
- Berghäuslein
- Bronnenhaus
- Filgendorf
- Fischbach
- Göpmannsbühl
- Görschnitz
- Gossenreuth
- Guttentau
- Grund
- Heßlach
- Kadersreuth
- Mengersreuth
- Mittelhammer
- Neuhaus
- Neumühle
- Neustadt am Culm
- Pechmühle
- Ramlesreuth
- Rosenhammer
- Rügersberg
- Schaafhof
- Schekenhof
- Schnakenmühle
- Schuhmühle
- Sonnengrün
- Sophienthal
- Speichersdorf
- Teufelhammer
- Warmensteinach
- Warzenreuth
- Weidenberg
- Wildenreuth
- Wirbenz

### Justiz- und Kammeramt Pegnitz
Das Justiz- und Kammeramt Pegnitz umfasste die ehemaligen Ämter Creußen, Lindenhardt, Pegnitz, Plech und Schnabelwaid. Im Bezirk gab es 93 Orte:
- Alten-Creussen
- Alten-Künsberg
- Altstadt-Pegnitz
- Bernheck
- Bernhof
- Biberswöhr
- Birck
- Brand
- Brunn
- Buchau
- Bühl
- Creussen
- Eichen
- Eichenstrut
- Eichhammer
- Einersmühle
- Engelmannsreuth
- Fickmühle
- Fichstein
- Frankenberg
- Frankenhaag
- Fuchsmühle
- Funkendorf
- Gampelmühle
- Geismanns
- Grames
- Großkorbes
- Grosweiglareuth
- Haagenreuth
- Haaghaus
- Haidhof
- Haidmühle
- Hainbronn
- Hämmerles
- Hammermühle
- Hammerschroth
- Höhlmühle bei Creussen
- Hormersdorf
- Itlingen
- Kaltenthal
- Kleinkorbes
- Kotzenhammer
- Kotzmannsreuth
- Lankenreuth
- Lindenhard
- Lobensteig
- Löhm
- Losau
- Lugles
- Mosenberg
- Neudorf
- Neuenreuth
- Neuhof bei Creussen
- Neuhof bei Pegniz
- Oberhohmühle
- Oberleups
- Oberölschniz
- Oberschwarzach
- Ottenhof
- Ottmannsreuth
- Pegniz
- Plech
- Prebiz
- Preusling
- Riegelstein
- Rohrmühle
- Rosenhof
- Ruspen
- Sägmühle
- Scharthammer
- Schlehenmühle
- Schnabelwaid
- Schönfeld
- Schwärz
- Seidelmühle
- Seidewitz
- Spieß
- Stemmenreuth
- Stockmühle
- Strohmühle
- Strud
- Tiefenthal
- Unterhohmühle
- Unterölschniz
- Unterschmellenhof
- Voita
- Weidach
- Weidenmühle
- Willenberg
- Willenreuth
- Wolflohe
- Wolfsbach
- Ziegelhütte
- Zips

### Justiz- und Kammeramt Streitberg
Das Justiz- und Kammeramt Streitberg umfasste einen Teil des ehemaligen Amtes Streitberg mit Thuisbrunn. Insgesamt waren 20 Orte inbegriffen:
- Albertshof
- Aufsees
- Bärnthal-Mühle bei Thüsbronn
- Dittersberg
- Engelhardsberg
- Haidhof
- Hammermühle bei Thüsbronn
- Hezelsdorf
- Muggendorf
- Neudorf
- Niederfellendorf
- Ober- und Unteraufsees
- Oberfellendorf
- Schottersmühle
- Störnhof
- Streitberg
- Thüsbrunn
- Traisendorf
- Wöhrd
- Wüstenstein